# Illinois Executive Mansion
L'Illinois Executive Mansion est la résidence officielle du gouverneur de l'Illinois. Il est situé au 410 rue E. Jackson à Springfield, capitale de l'Illinois, et est ouvert aux visites le mardi, jeudi et samedi matins, gratuitement. Le manoir de style géorgien a été conçu par l'architecte de Chicago, John Van Osdel. Le manoir a récemment subi une rénovation d'un cout de trois millions de dollars. Le manoir a été ajouté au Registre national des lieux historiques en 1976.
Le manoir de 16 chambres a été terminé en 1855 et a d'abord été occupé par le gouverneur Joel Matteson, qui l'a inauguré officiellement le 10 janvier 1856. C'est la plus ancienne résidence historique de l'Illinois et l'une des demeures les plus anciennes en permanence occupés par trois gouverneur aux États-Unis.
Au moment de Noël, le manoir est richement décoré, y compris plus d'une douzaine d'arbres de Noël.
Bien que parfois utilisé pour des dîners officiels ou des réceptions, le manoir reste un site historique. Les bibliothèques, chambres, salons ont été maintenues intactes depuis le XIXe siècle. Le gouverneur et sa famille ne sont pas censés résider effectivement dans le manoir lui-même. C'est un appartement de sept pièces derrière le manoir qui est réservé au gouverneur et sa famille.
L'ancien gouverneur de l'Illinois, George Ryan, et son épouse Lura Lynn Ryan ont beaucoup rénové le mobilier du manoir pendant leur mandat à l'aide de dons privés.
En 2009, Pat Quinn nouveau gouverneur, a annoncé qu'il avait hâte de vivre dans le manoir, qu'il nomme « la maison du peuple ».